# Martellidendron androcephalanthos
Martellidendron androcephalanthos är en enhjärtbladig växtart som först beskrevs av Ugolino Martelli, och fick sitt nu gällande namn av Martin Wilhelm Callmander och Chassot. Martellidendron androcephalanthos ingår i släktet Martellidendron och familjen Pandanaceae. Inga underarter finns listade.